# Dofus (livres-jeux)
Pour les articles homonymes, voir Dofus (homonymie).
Dofus est une série de livres-jeux de Dark fantasy écrite par Halden, avec la participation de Tot, publiée par Bayard et dérivée du jeu vidéo Dofus. Les auteurs sont par ailleurs concepteurs du jeu, ce qui explique une grande ressemblance entre les livres et le jeu. Le lecteur, armé d'un crayon et d'une feuille de route, doit incarner une des seize classes du jeu et découvrir les six Dofus, des œufs de dragons convoités. Six tomes sont sortis, publiés de 2013 à 2019.
Une application pour iOS basée sur le tome 1 permettant de suivre l'aventure avec son personnage du jeu Dofus est sortie en décembre 2015,.

## Tomes
1. Les Vents d'émeraude, Montrouge, Bayard jeunesse, 13 octobre 2013, 395 p. (ISBN 978-2-7470-4615-2)
2. Le Fil pourpre, Montrouge, Bayard jeunesse, 19 juin 2014, 405 p. (ISBN 978-2-7470-4616-9)
3. Les Larmes turquoises, Montrouge, Bayard jeunesse, 17 avril 2015, 393 p. (ISBN 978-2-7470-4617-6)
4. La Pyramide ocre, Montrouge, Bayard jeunesse, 8 juin 2016, 393 p. (ISBN 978-2-7470-4618-3)
5. De cendre et d'ivoire, Montrouge, Bayard jeunesse, 3 janvier 2017, 438 p. (ISBN 978-2-7470-8374-4)
6. La Lune d'ébène, Montrouge, Bayard jeunesse, 6 novembre 2019, 432 p. (ISBN 978-2-7470-9928-8)